# Lipowaner

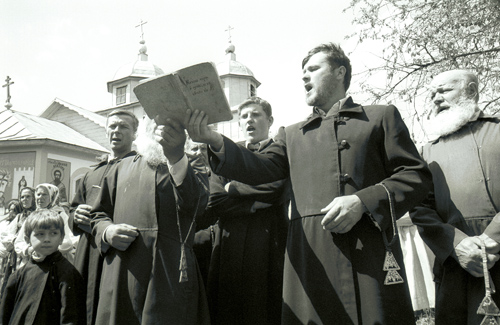
Lipowaner während einer religiösen Zeremonie in Slava Cercheză, Rumänien

Die Lipowaner (Lipovaner, Lippowaner, Lipovener, rumänisch lipoveni, russisch липованы, auch (historisch) старообрядцы, раскольники) sind eine russischsprachige Minderheit, die im Budschak (heute Oblast Odessa, Ukraine) und in der Norddobrudscha (Rumänien) lebt.

## Name
Die Herkunft des Namens der Lipowaner lässt sich nicht genau belegen. Der Name weist Ähnlichkeiten zum slawischen Wort für Lindenbaum („lipa“; russisch липа) auf. Einer Legende zufolge leitet sich der Name von dem religiösen Führer Filipp Pustosvyat (1672–1742) ab, der die ersten altgläubigen Russen bis nach Rumänien führte. Seine Gefolgsleute nannten sich Filippovtsy, woraus Lipovtsi und schließlich zu Lipoveni wurde.

## Beschreibung

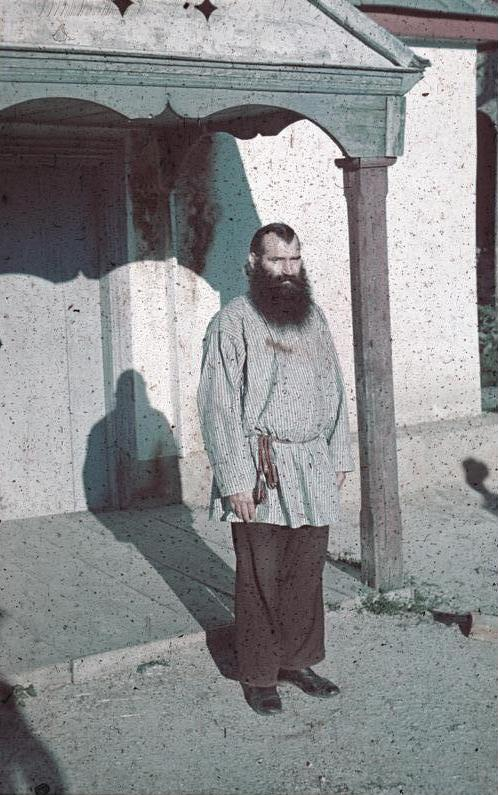
Traditionell gekleideter Lipowaner, 1940

Die Lipowaner sind altgläubige orthodoxe Christen, leben an der Donaumündung und sprechen eine sehr alte Version der russischen Sprache. Ein paar tausend Lipowaner leben auch in der Bukowina und in der Region Moldau.
Die Lipowaner haben Russland seit der Zeit von Zar Alexei Michailowitsch verlassen, als es ab 1654 auf Initiative von Patriarch Nikon zu einer Glaubensreform kam, der sie sich als „Altgläubige“ (старообрядцы) widersetzten. Die Mehrzahl floh bis zum Ende des 17. Jahrhunderts – d. h. auch unter der Regentschaft der nachfolgenden Zaren Fjodor III., Iwan V. und Peter I., um der Verfolgung als Raskolniki (von raskol/раско́л „Kirchenspaltung“) zu entgehen, und fanden Schutz in den unzugänglichen Gebieten des Donaudeltas. Zunächst siedelten sich die Lipowaner im Südbessarabien, im Übergang zum 18. Jahrhundert dann auch in der Norddobrudscha an, welche sich zu dieser Zeit unter türkischer Herrschaft befand.
Insbesondere aufgrund der auf kulturelle Angleichung Russlands an das übrige Europa ausgerichteten Politik von Peter I. fand eine weitere Flucht und Vertreibung statt, wie nach der Niederschlagung des Bulawin-Aufstands 1708, als Donkosaken von Ataman Nekrassow vom Kuban in die Dobrudscha flüchteten. Ab der Mitte des 18. Jahrhunderts gilt die Zuzugsbewegung der Lipowaner in die Region als abgeschlossen. Die russische Volkszählung von 1817 erwähnte 1200 lipowanische Familien in Bessarabien.

## Siedlungsgebiete
Die Zahl der Lipowaner weltweit liegt bei ungefähr 100.000 Personen. In Rumänien gaben im Jahr 2002 bei der Volkszählung 35.791 Personen an, Lipowaner zu sein. In der Ukraine gibt es ebenfalls mehrere zehntausende Angehörige dieser Volksgruppe.
Wichtige lipowanische Gemeinden gibt es entlang des nördlichen Donauufers im Budschak. Die wichtigste noch heute mehrheitlich lipowanische Siedlung in der Ukraine ist Wylkowe (russisch Wilkowo/Вилково, ukrainisch Вилкове, rumänisch Vâlcov), unmittelbar an der ukrainisch-rumänischen Grenze gelegen. Größere Zahlen an Lipowanern gibt es darüber hinaus in Kilija (russisch Килия), Ismajil (russisch Ismail/Измаил) und Nowaja Nekrasowka.
In Rumänien gibt es südlich der Donau und im Donaudelta (Nord-Dobrudscha) ebenfalls bedeutende Lipowaner-Gemeinden. Ein Siedlungsschwerpunkt bildet der Kreis Tulcea (russisch Tultscha/Тулча), in dem Lipowaner insgesamt 6,4 % der Bevölkerung (16.350 Personen) ausmachen. Sie leben dort häufig auf einige wenige Dörfer konzentriert, die meist ethnische Enklaven bilden. So konnten die Lipowaner bis heute Sprache und Kultur bewahren. Mehrheitlich von Lipowanern bewohnte Dörfer im Kreis Tulcea sind unter anderem Mila 23 (Мила 23), Jurilovca (Журиловка), Slava Cercheză (Черкезская Слава), Slava Rusă (Русская Слава) und Carcaliu (russisch Kamena oder Komenka), weitere wichtige Siedlungsschwerpunkte bilden Sarichioi (Seriakowo), Crișan und Mahmudia. In diesem Kreis Tulcea befindet sich auch das Altgläubigen-Kloster Uspenia. In der Stadt Tulcea selbst gibt es knapp 2000 Lipowaner.
Im Kreis Constanța leben nach offizieller Volkszählung aus dem Jahr 2002 rund 6000 Lipowaner. Hier hervorzuheben ist besonders das knapp 2000 Einwohner zählende Dorf Ghindărești (russisch Новенькое / Nowenkoje), das zu mehr als 97 % von Lipowanern bewohnt ist. In Rumänien gibt es in vielen Lipowanerdörfern inzwischen zweisprachige (rumänisch-russische) Ortsschilder und Anschriften auf öffentlichen Gebäuden. Außerdem existiert eine politische Partei der Lipowaner, die Comunitatea Rusilor Lipoveni din România („Gemeinschaft der russischen Lipowaner in Rumänien“).
Lipowaner finden sich auch in Moldawien, eine sehr kleine Zahl lebt darüber hinaus in Bulgarien. Vereinzelt leben Lipowaner auch in der Bukowina und in Pisc, heute ein Stadtteil von Brăila, früher ein Dorf.

## Bekannte Lipowaner
Zu den bekanntesten Lipowanern zählen unter anderem die rumänischen Kanuten Ivan Patzaichin und Serghei Covaliov, die rumänischen Boxer Calistrat und Simion Cuțov, der Geheimdienstler Mihail Moruzov sowie die Schriftsteller Nichita Danilov und Alexandra Fenoghen und der rumänische Schauspieler Vlad Ivanov.

## Mundart
Die Mundart der Lipowaner ist Teil des südwestlichen Dialekts der russischen Sprache mit Zügen des Pskower Dialekts und Lehnwörtern aus dem Türkischen, Rumänischen und Ukrainischen. Es gibt folgende Abweichungen von der Standardsprache (die Liste ist nicht taxativ):
- [в] wird vor Konsonanten und im Auslaut als [ў] ausgesprochen;
- im Anlaut wird [в] vor Konsonanten als [у] ausgesprochen;
- einige sächliche Substantive sind in der Mundart männlich oder weiblich;
- unbestimmter Artikel один, одна (nach rumänischem Vorbild);
- [ть] statt [т] in der dritten Person der Verben (beider Numeri);
- Perfekt und Plusquamperfekt (mit prädikativen Transgressivformen gebildet; z. B. рыба попавши в сетку; мы выросши вместе);
- Hilfsverb иметь (мать) statt быть;
- unbestimmte Pronomina auf -сь, z. B. хтось, шось, какаясь, кудысь;
- Verneinungsform нема;
- Konjunktionen бо, чи;
- spezielle prädikative Konstruktionen mit passiven Partizipien;
- viele Lehnwörter aus der Pskower Mundart.